# دوست‌آباد (مشهد)
دوست‌آباد روستایی در دهستان طوس بخش مرکزی شهرستان مشهد استان خراسان رضوی ایران است.

## جمعیت
بر پایه سرشماری عمومی نفوس و مسکن در سال ۱۳۹۵ جمعیت این روستا ۸٬۹۶۹ نفر (۲٬۵۷۶خانوار) بوده‌است.